# 荻田大樹
荻田大樹（日语：／ Ogita Hiroki，1987年12月30日—）生于香川县，是一名日本男子田径运动员，主攻撑竿跳高。他在小学四年级时开始接触田径运动，中学一年级时开始练习撑竿跳高。2010年从关西学院大学商学部毕业，之后加入美津濃俱乐部。